# Malec (Petite-Pologne)
Pour les articles homonymes, voir Malec.
Malec est une localité polonaise de la gmina de Kęty, située dans le powiat d'Oświęcim en voïvodie de Petite-Pologne.